# Bataillon Funkelektronischer Kampf 5 „Paul Verner“

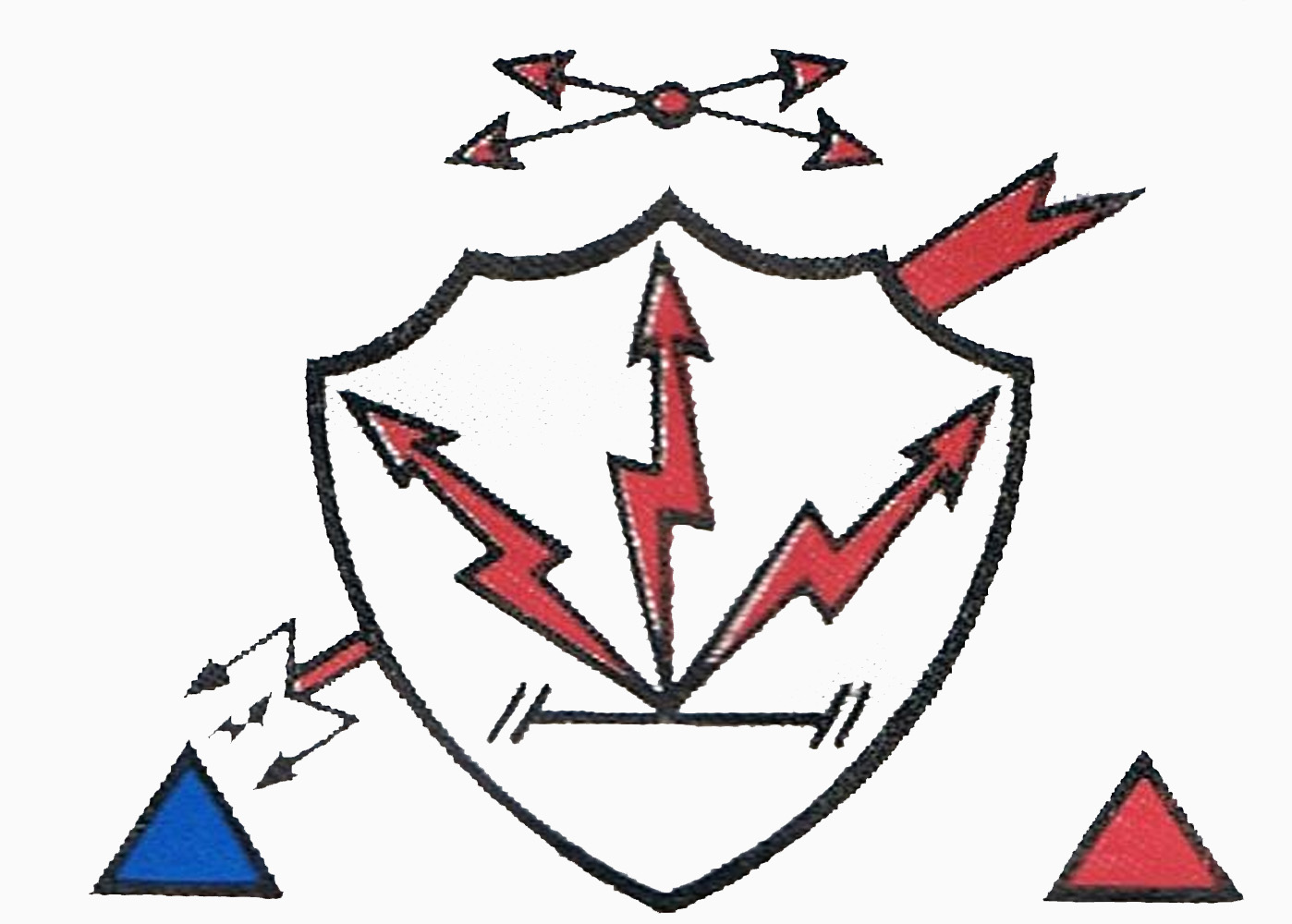
Verbandsabzeichen BFEK-5

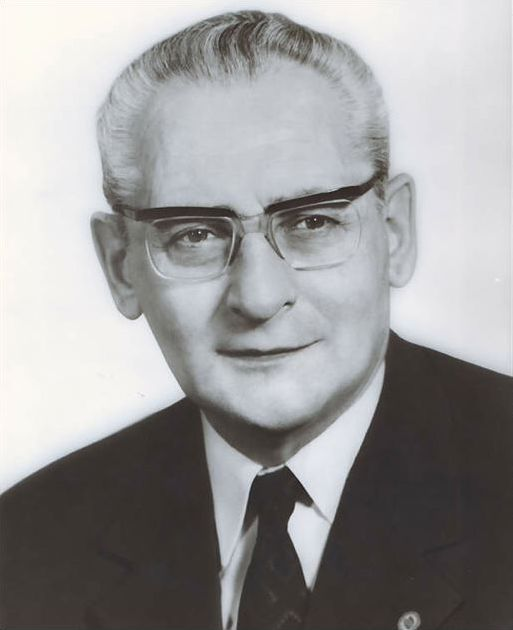
Paul Verner

Das Bataillon Funkelektronischer Kampf 5 (kurz: BFEK-5) war ein selbständiger Truppenteil der Spezialtruppen der Nationalen Volksarmee der DDR. Er war direkt dem Kommando des Militärbezirks V Tarnbezeichnung „Korona“ unterstellt. Das Bataillon war wirtschaftlich und allgemein militärisch organisatorisch dem Panzerregiment 8 (PR-8) in der damaligen Artur-Becker-Kaserne nördlich der mecklenburgischen Stadt Goldberg, am militärischen Standort Jellen angeschlossen.
D.h., dass die Versorgung und Sicherstellung von Diensten und Wachaufgaben mit diesem geteilt wurden.
- KDL
- Objektwache
- Munitionslagerwache
- Brandwache
- Küche

## Auftrag
Das Bataillon war unter der Tarnbezeichnung „Reagenzglas“ in das sogenannte Diensthabenden System Funkelektronischer Kampf (DHS FEK) eingebunden und war somit Teil der Funkelektronischen Aufklärung (FEA), die gegen militärische, Information tragende elektromagnetische Aussendungen des potentiellen Gegners gerichtet waren. Im Krisen/Alamfall betraf dies Truppenteile, Kräfte und Mittel der 6. Panzergrenadierdivision der Bundeswehr bzw. des Alliierten NATO-Gruppierung „LANDJUT“.

## Geschichte
Das Bataillon ist aus der Funkstörkompanie 5 (FuSK-5) hervorgegangen. Diese verfügte bereits 1983–85 über eine Batallionsstruktur und war nur dem Namen nach eine Kompanie. Die Züge der Kompanie waren de facto Kompanien.
Ein nicht zu vernachlässigender Teil des Personalbestands des Nachrichtenzuges (zwei von vier Richtfunktrupps und zwei Kabelverlegetrupps) wurde durch Reservisten im vierteljährlichen Wechsel bereitgestellt. Dazu gehörte auch der in der DDR bekannte Sänger Gerd Christian Biege, Bruder des ausgereisten Holger Biege.
Im September 1986 wurde der Aufwuchs zum Truppenteils verfügt, der zum 1. Dezember 1986 unter der Führung von Oberst Löffler abgeschlossen wurde. Mit Aufstellung des Bataillons folgte von 1986 bis 1987 die auftragsbezogene Ausbildung, die mit der Gesamteinschätzung „sehr gut“ abgeschlossen werden konnte. Das Bataillon nahm auch am Manöver Sojus 87 teil. Am 2. Oktober 1987 wurde dem Truppenteil die Truppenfahne verliehen und im gleichen Jahr erhielt es das Ehrenbanner des ZK der SED.
1988 beteiligte sich das Bataillon am Kampf um den Titel „Bester Truppenteil“ und nahm an den Manövern Sewer 88, Bleiglanz 88 und Stromsperre 88 teil. Zudem war es im April beim Hochwasser eingesetzt. Den Kampf um den Ehrennamen „Paul Verner“ nahm es ebenfalls 1988 auf. Ein Ehrenappell zur Auszeichnung „Bester Truppenteil“ folgte ebenso wie die feierliche Vergatterung zum DHS FEK am 1. Dezember 1988. Das Bataillon verpflichtete sich zum Titel „Bester Truppenteil“. Am 28. Februar 1989 wurde dem Bataillon der Ehrennamen „Paul Verner“ feierlich verliehen. Im April desselben Jahres nahm es am Manöver „Zyklus 89“ teil, bei der Frontkommandostabsübung 89 mit Eisenbahnverladetransport und Manöver unter realistischen Kampfbedingungen erhielt es die Einschätzung „sehr gut“ und urkundliche Auszeichnung der Spezialisten-UaZ. 1989 wurde das Bataillon letztmals mit dem Titel „Bester Truppenteil“ ausgezeichnet.
Im folgenden Jahr wurden Dienstposten durch Unteroffiziere auf Zeit (UaZ), im Sinne von Zeitsoldaten, bei akutem Mangel an Berufssoldaten punktuell übernommen. Das Bataillon erhielt eine Sondergenehmigung, wonach Spezialisten-UaZ Tuch-Uniformen tragen durften, die ansonsten Berufssoldaten vorbehalten waren. 1990 leistete der militärische Personalbestand anlässlich eines feierlichen Appells einen modifizierter Fahneneid auf die Deutsche Demokratische Republik; nunmehr ohne Bezug auf die führende Rolle einer politischen Partei. Gleichzeitig wurde verfügt, die bisher üblich Mützenkokarde (mit Hammer und Zirkel-Symbol) durch eine neutrale Kokarde (mit den Farben schwarz-rot-gold; im Soldaten-Jargon auch Wende-Kokarde) zu ersetzen. Nach persönlichen Angabe von Zeitzeugen sollen Spezialisten-UaZ dieser Weisung bis zu ihrer Entlassung nicht nachgekommen sein.

### Auflösung
Zum Zeitpunkt des Beitritts der DDR zum Geltungsbereich des Grundgesetzes nach Artikel 23, bei gleichzeitiger Übernahme der Kaserne durch die Bundeswehr, wurde das BFEK-5 außer Dienst gestellt und bis Ende des Jahres 1990 aufgelöst. Die Soldaten, die nunmehr die Uniform der Bundeswehr trugen wurden entlassen. Jedoch war auf förmlichen Antrag, bei Bedarf und Eignung, vorbehaltlich einer Stasi-Tätigkeit, und nach Einzelfall-Prüfung durch den speziell eingerichteten unabhängigen Übernahmeausschuss, die Eingliederung in die Bundeswehr möglich.

## Gliederung und Aufbau
Das Bataillon hatte zum Zeitpunkt der Auflösung folgenden Bestand:
- Bataillonskommandeur, Stellvertreter und Stab
  - Nachrichtenkompanie (im Sinne von Fernmeldekompanie)
  - 1. Funkstörkompanie
  - 2. Funkstörkompanie
  - Funktechnische Kompanie
  - selbständiger Peilzug
  - Transportkompanie
  - selbständiger Funkkontrolltrupp

## Technik und Ausrüstung
- Die mobile Nachrichtentechnik bestand unter anderem aus Funkstationen kleiner und mittlerer Sendeleistung R-1125, R-142, R-145 und Richtfunkstationen kleiner Kanalzahl R-405XN1, sowie Verlegefahrzeugen für LFK (leichtes Feldkabel) in der Nachrichtenkompanie.
- Die Funkstörkompanien waren ausgestattet mit R-378M und R-330P. Codierungen adäquat Enigma über S.A.S.-Verschlüsselungstechnologie.
- Die Funktechnische Störkompanie hatte R-381, RPS-6, SPO-8M und R-388 (jeweils 2×) sowie SPN-40 und P12 im Bestand.
- Der Peilzug nutzte das System „PELIKAN“ R-359.

Weiterhin fanden mobile Funkgeräte der sowjetischen „R“-Serie, z. B. R-105, R-107 Verwendung.

## Weitere Bataillone Funkelektronischer Kampf
Das Bataillon Funkelektronischer Kampf-2 im Standort Zeithain, am 20. Oktober 1979 Umbenennung in das Bataillon Funkelektronischer Kampf-3.